# Joseph Bock
Joseph Bock, magyaros írásmóddal Bock József (Nagyszeben, ? – Kakasfalva, 1865 áprilisa) evangélikus lelkész.

## Élete
Apja, Johann Georg Bock Nagyszeben főorvosa volt. Előbb nagyszebeni városi prédikátor volt; 1839. április 19-étől lelkész lett Kakasfalván.

## Munkája
Plantarum secundum Pharmacopaeam Austriacam anni 1821 officinalium quotquot in M. Transsilvaniae principatu sponte proveniunt descriptio. Cibinii, 1832.